# 瓦姆斯普林斯 (阿肯色州)
瓦姆斯普林斯（英語：Warm Springs）是位於美國阿肯色州蘭道夫縣的一個非建制地區。該地的面積和人口皆未知。

## 地理
瓦姆斯普林斯的座標為36°28′49″N 91°03′05″W / 36.48028°N 91.05139°W，而該地的平均海拔高度為130米（即430英尺）。